# Caenorhabditis elegans
Caenorhabditis elegans é uma espécie de nematódeo da família Rhabditidae que mede cerca de 1 milímetro de comprimento, e vive em ambientes temperados. Tornou-se um importante modelo para o estudo da biologia, especialmente a biologia do desenvolvimento, desde a década de 1970 .

## Biologia

### Características básicas

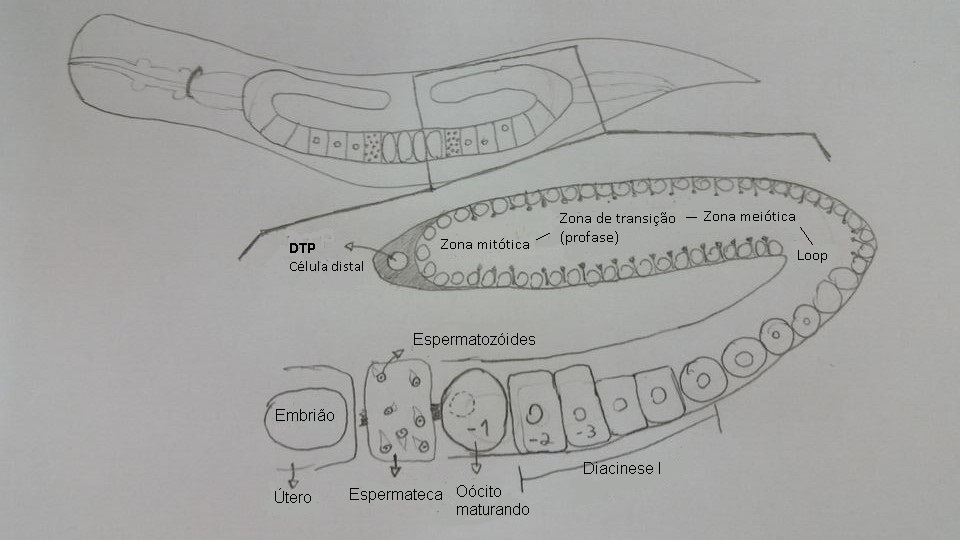
Gonada de um hermafrodita de C. elegans

C. elegans é um animal vermiforme, não segmentado e com simetria bilateral. Seu tegumento possuiu uma cutícula, quatro camadas epidérmicas principais e uma cavidade pseudocelomada cheia de líquido. Os indivíduos da espécie têm muitos sistemas de órgãos idênticos aos dos outros animais .
Na natureza, eles se alimentam de bactérias que se desenvolvem na matéria vegetal em decomposição. C. elegans pode ter dois sexos: hermafroditas e machos. Os espécimes são quase todos hermafroditas, e os machos compreendem, em média, apenas 0,05% da população total. A anatomia básica de C. elegans inclui uma boca, faringe, intestino, gônadas e cutícula colagenosa. Os machos têm uma gônada unilobulada, um canal deferente, e uma cauda especializada para o acasalamento. Os hermafroditas têm dois ovários, tubas uterinas, espermateca, e um único útero. Os ovos de C. elegans são postos pelo hermafrodita. Após a eclosão, eles passam por quatro estágios juvenis (de L1 a L4) .
Importa citar que o Americano Martin Chalfie, Nobel de Química de 2008, usa este nematóide para a investigação do desenvolvimento e função de células nervosas, concentrando principalmente em genes usados em neurônios mecanosensoriais. Sua pesquisa esta direcionada para responder duas questões biológicas: "Como diferentes tipos de células nervosas obtêm e mantém suas características únicas? Como células sensoriais respondem a estímulos mecânicos?" .

### Ciclo de vida

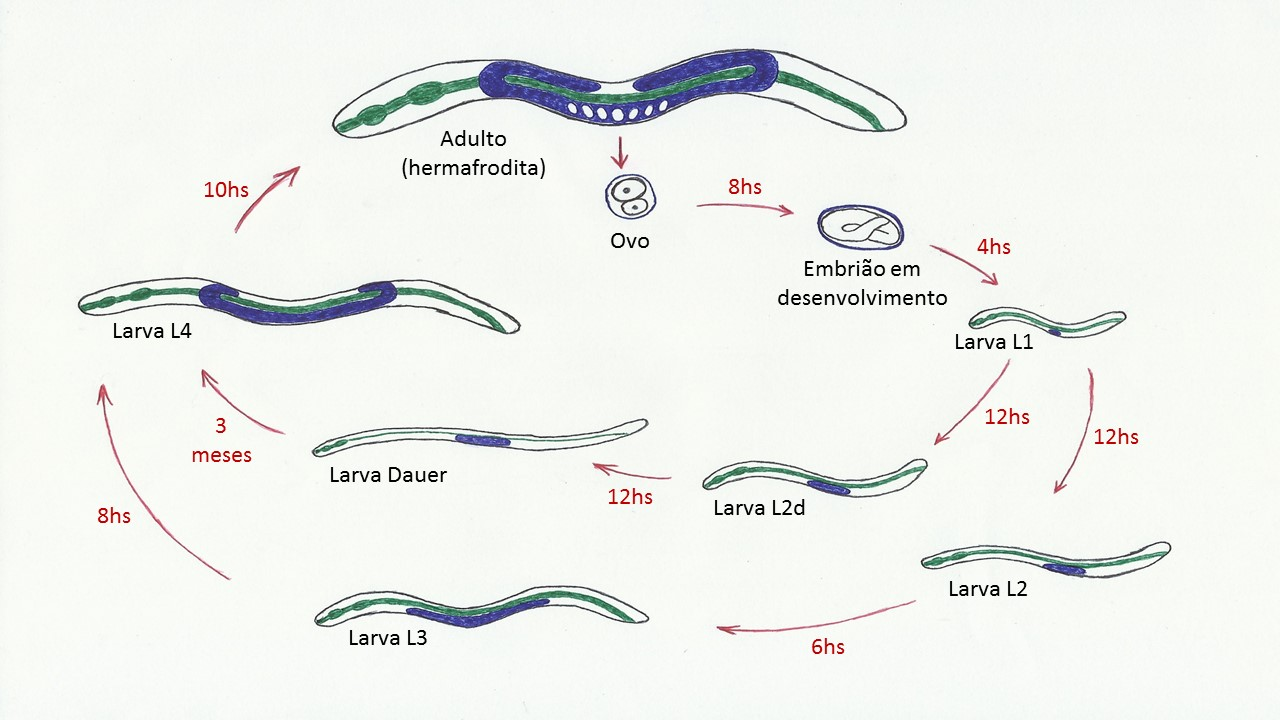
Representação esquemática do ciclo de vida do C. elegans. Os períodos das durações das fases são aproximados. Cores apenas representativas para diferenciar o sistema digestório (verde) e o sistema reprodutor (azul). Adaptado de Strange K. (DOI: 10.1152/physrev.00025.2002

O ciclo de vida do C. elegans compreende as seguintes fases: ovo, larva (quatro estágios: L1, L2, L3, L4) e adulto. Dentro do ovo, o embrião se desenvolve rapidamente, dando origem à primeira forma larvária (L1) que eclode do ovo depois de aproximadamente 12 horas. Após a eclosão, o animal vai crescendo e se desenvolvendo, passando pelos 4 estágios larvários. Em 2,5 dias o animal chega à fase adulta. Eventualmente, sob condições adversas, pode ocorrer uma forma larval resistente chamada de Dauer (“permanente” em alemão) que pode permanecer quiescente, sem se alimentar, por cerca de 3 meses. Porém, após encontrar condições adequadas, a larva Dauer se desenvolve direto para a fase L4 e continua o ciclo de vida .
Os adultos podem ser machos (muito raros) ou hermafroditas, sendo esses últimos os que liberam ovos fertilizados. Os ovos podem ser fertilizados por autofecundação ou por fecundação cruzada. No caso da autofecundação, os espermatozoides produzidos pelo hermafrodita na fase L4 são armazenados na espermateca e depois são liberados para fecundar os oócitos que são produzidos ao longo da vida do animal . No caso da fecundação cruzada, os espermatozoides liberados pelo verme macho têm preferência sobre os espermatozoides produzidos pelo hermafrodita para fecundar os oócitos . Após a fecundação, os embriões são liberados no ambiente por meio de ovos, recomeçando o ciclo de vida. Flavonoides pode aumentar a duração da vida de C. elegans.

### Ecologia
Apesar de se saber pouco sobre a ecologia do C. elegans, sabe-se que ele é um verme de vida livre que se alimenta principalmente de bactérias decompositoras de matéria orgânica. Essa característica permite o cultivo desses animais nos laboratórios de pesquisa em placas de Petri contendo ágar recoberto por bactérias (geralmente Escherichia coli), as quais servem de alimento para os vermes .
Sabe-se também que os vermes, principalmente na forma de Dauer, podem ser transportados para outros locais sendo carregados por insetos, gastrópodes e milípedes que se locomovem por solos recobertos de matéria orgânica. Já foi visto também que os vermes podem se alimentar desses hospedeiros quando estes morrem, mas nenhuma relação de parasitismo foi descrita .
O C. elegans também possui predadores, como outros nemátodos e alguns insetos onívoros  e já foram encontrados vermes infectados por fungos do grupo Microsporidia . Apesar disso, é um verme abundante, muito bem adaptado ao ambiente de solos úmidos e muito importante para a manutenção da reciclagem de nutrientes do solo e da população de bactérias .

## Desenvolvimento
C. elegans foi o primeiro animal multicelular a ter seu genoma sequenciado. É um excelente organismo modelo para estudos de biologia do desenvolvimento (embriologia), pois é pequeno (aproximadamente 1 mm), de fácil criação, com ciclo de vida curto (de ovo a adulto em aproximadamente quatro dias), apresenta poucas células e sua manipulação genética é relativamente simples .
O sexo é definido pelo sistema X0 de determinação sexual, sendo que indivíduos XX são somaticamente fêmeas enquanto a linha germinativa é considerada hermafrodita. Sendo assim a autofecundação só é possível devido a um breve período de espermatogênese entre os estágios L3 e L4; ao fim desse período o indivíduo só produzirá oócitos. Indivíduos X0 são machos e começam a espermatogênese também no estágio L3, mas continuam a produzir espermatozoides pelo resto da vida sexual. Os espermatozoides produzidos pelo hermafrodita são armazenados na espermateca e poderão fecundar os oócitos, assim que estes passarem por maturação meiótica; porém, caso haja cópula os espermatozoides do macho serão armazenados, também, na espermateca e terão preferência na fecundação .
A linhagem das células embrionárias do verme C. elegans foi traçada do embrião até larvas recém eclodidas, portanto toda a sua linhagem germinativa é bem conhecida. Todas as células da linhagem se desenvolvem a partir de P4, a única célula primordial germinativa . Durante a embriogênese 671 células são formadas e algumas dessas sofrem morte celular programada, sendo 113 células nos hermafroditas e 111 nos machos; as restantes podem se diferenciar em células terminais ou se tornar totipotentes .
Uma característica que torna o nematódeo C. elegans especial é o desenvolvimento deste seguir uma programação fixa, portanto as células embrionárias dão origem a específicas células progenitoras que formarão partes do organismo em particular. Essa característica levou ao conceito de linhagens celulares, em que a ancestralidade de diversos organismos pode ser traçada por suas células progenitoras .
O número de núcleos somáticos se torna fixo ao final da fase larval e o crescimento ocorre pelo aumento das células (evento chamado de eutelia), sendo que o hermafrodita apresenta 959 células e o macho 1031 .

## Formação do eixo Antero-posterior
A formação do eixo antero-posterior em C. elegans depende das assimetrias formadas durante seu desenvolvimento, estas assimetrias são determinadas logo no inicio de seu desenvolvimento, a posição do ponto de fecundação e o formato do óvulo determinam a orientação do eixo, o núcleo espermático é transportado para o extremo do ovo mais próximo e este se torna a parte posterior do organismo.
É possível observar o inicio de uma assimetria logo no estagio de 6 células onde um dos pares de células da linhagem AB é disposto ligeiramente mais a frente do 2° par, porem ambos os pares são virtualmente idênticos, e uma maior assimetria pode ser vista somente no estagio de 12 células.
Neste estágio testes de ablação mostram uma importante ligação entre células de linhagem MS e a assimetria de células da linhagem ABa, diferentemente das células de linhagem ABp muito mais simétricas. Apesar desta ligação esta não é a única influencia na determinação porem ela é essencial na determinação das assimetrias e portanto da formação do eixo Antero-posterior .
Apesar de a visualização ser possível somente possível a partir do estagio de 6 células, Hutter, H e Schnabel , conseguiram mostras que as induções ocorrem a partir do estagio de duas células onde a linhagem P1 induz a diferenciação das linhagens AB e no estagio de 4 células a indução da linhagem P2 nas células ABp.

## Pesquisas

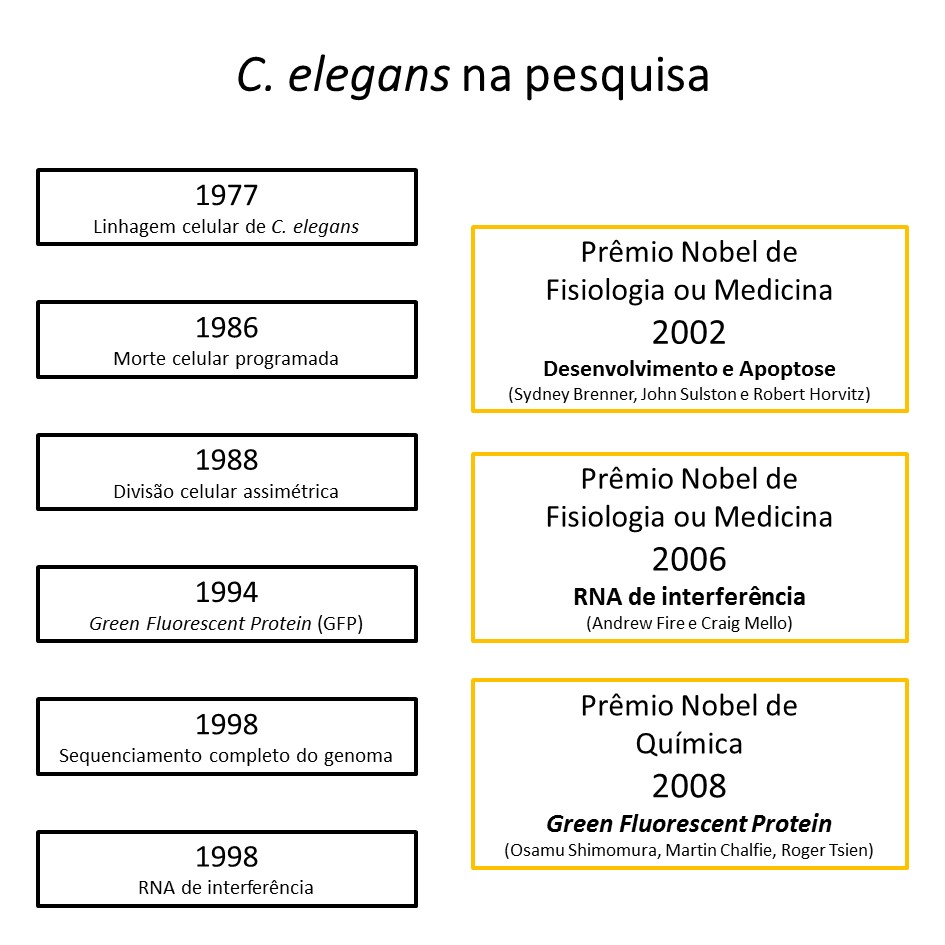
Descobertas e prêmios científicos direta ou indiretamente relacionados com C. elegans.

O C. elegans é um animal muito utilizado em pesquisas na área da biologia e da biomedicina. Sua utilização deu início no ano de 1963, pelo cientista Sydney Brenner, que investigava o processo de desenvolvimento neural dos animais . Por ser um organismo com um sistema nervoso simples (302 neurônios em animais hermafroditas), Brenner propôs que seria interessante traçar a origem dessas células desde o período embrionário para compreender o desenvolvimento desse sistema .
De fato, não só a origem dos neurônios foi traçada, mas também a origem de todas as 959 células que constituem o corpo desse organismo na fase de adulto (hermafrodita) foram mapeadas por John Sulston na década de 1980, o que permitiu o avanço do conhecimento na área da biologia do desenvolvimento .
Outra descoberta importante utilizando C. elegans foi feita por Robert Horvitz, que investigou os mecanismos genéticos envolvidos com a morte celular programada, a apoptose, a qual estava relacionada com moléculas que posteriormente foram denominadas caspases. No estudo, buscou-se entender o mecanismo pelo qual especificamente 131 células morriam durante o desenvolvimento larvário para que o organismo chegasse à fase adulta com exatamente 959 células no corpo .
Esses conhecimentos iniciais adquiridos utilizando diretamente o C. elegans como modelo de estudo foi tão importante que rendeu a esses três cientistas (Brenner, Sulston e Horvitz) o Prêmio Nobel de Fisiologia e Medicina de 2002.
O segundo Prêmio Nobel de Fisiologia e Medicina diretamente ligado ao C. elegans foi o de 2006, atribuído aos cientistas Andrew Fire e Craig Mello. Eles descobriram os mecanismos de silenciamento genético por RNA de interferência (RNAi) nesses animais. No caso, foi observado que a injeção de RNAi poderia alterar a expressão gênica das células do verme, alternado seu fenótipo .
Outro prêmio que teve a participação do verme foi o Prêmio Nobel de Química de 2008, dado ao cientista Martin Chalfie, pelo seu trabalho com a proteína Green Fluorescent Protein (GFP), a qual possui ampla utilização como gene repórter nas áreas de biologia molecular e de biologia do desenvolvimento.  A pesquisa envolvida no desenvolvimento dessa ferramenta foi feita, em grande parte, utilizando C. elegans .
Além desses prêmios, C. elegans também contribuiu para a biologia do desenvolvimento com a descoberta, em 1988, da maquinaria responsável pela divisões assimétricas que ocorrem no início da clivagem dos embriões de várias espécies de animais, processo de desenvolvimento autônomo fundamental para determinar a futura linhagem dessas células .
O genoma completo de C. elegans foi o primeiro de um organismo multicelular a ser sequenciado . Uma característica muito importante decorrente desse sequenciamento foi a descoberta de muitos genes homólogos a genes de mamíferos, inclusive genes humanos, com os quais possuem cerca de 35% de homologia . Todas essas informações estão contidas na base de dados online Wormbase, que compila todos os achados recentes relacionados ao genoma deste organismo modelo .
Até hoje muitas pesquisas estão sendo feitas utilizando o C. elegans como modelo. Dentre os estudos mais recentes, podemos citar pesquisas sobre envelhecimento  e sobre a ciência do sono , as quais estão relacionadas diretamente com a saúde humana. Além disso, cada vez mais tem-se aumentado a utilização do verme nas fases iniciais de desenvolvimento de novos fármacos , o que reforça sua importância para a ciência.  
Portanto, apesar de o C. elegans ser um verme simples, transparente e possuir apenas 1mm de comprimento, a contribuição desse organismo modelo à ciência foi e continua sendo muito importante. Informações mais detalhadas e completas podem ser encontradas no WormBook, site em inglês dedicado inteiramente ao conhecimento atualizado acerca do C. elegans .